# 竹溪县第一高级中学
竹溪县第一高级中学，簡稱「竹溪一中」，是一所湖北省的普通高中示范学校。一中前身为明代成化12年（1476年）的竹溪黉学（后称儒学）。1942年建初中，1958年建高中。学校的办学理念是“传承文明，立德树人，善教乐学，和谐发展”。

## 发展历程

### 学校更名
1956年9月，学校由原来的“竹溪县初级中学”更名为“竹溪县第一中学”。

### 改迁校址
2006年4月3日竹溪一中新校址正式开始拆迁工作，2008年8月25日新校区正式启用。

## 历史回顾

### 一中原址
竹溪一中改迁之前位于竹溪县城关镇尊师路1号，与竹溪县实验小学、县政府等部门单位毗邻。现在该校址改为城关中学。